# قصر العدل (بوينس أيرس)
قصر عدل الأمّة الأرجنتينيّة ويُطلق عليه اختصارًا قصر العدل أو قصر المحاكم (بالإسبانية: Palacio de Justicia de la Nación Argentina أو Palacio de Justicia أو Palacio de Tribunales) هو مجمّع يقع في العاصمة الأرجنتينيّة، بوينس أيرس. تم تشييده بين عاميّ 1905 و 1910 ليكون أحد المعالم التاريخيّة والوطنيّة بالبلاد. يُعتبر القصر، مقرًا للمحكمة العُليا الأرجنتينيّة ومحاكم محليّة أخرى. يقع شرق العاصمة، وتحديدًا في شارع تالكاهوانو.

## التصميم
تم تصميم المبنى بأكمله في وقت مبكر من القرن العشرين بالأسلوب الفنّي الأكاديمي الفرنسي، حيث يمكن ملاحظة الأعمدة الكلاسيكية الجديدة جنبًا إلى جنب مع عناصر الروكوكو. كما أن كل شيء يحكمه التماثل الصارم، مع وجود الرموز التي تذكّر الزائر بفكرة العدالة.

## صور

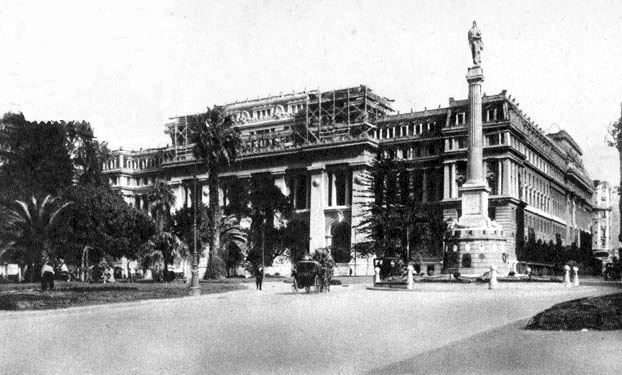
القصر أثناء الإنشاء
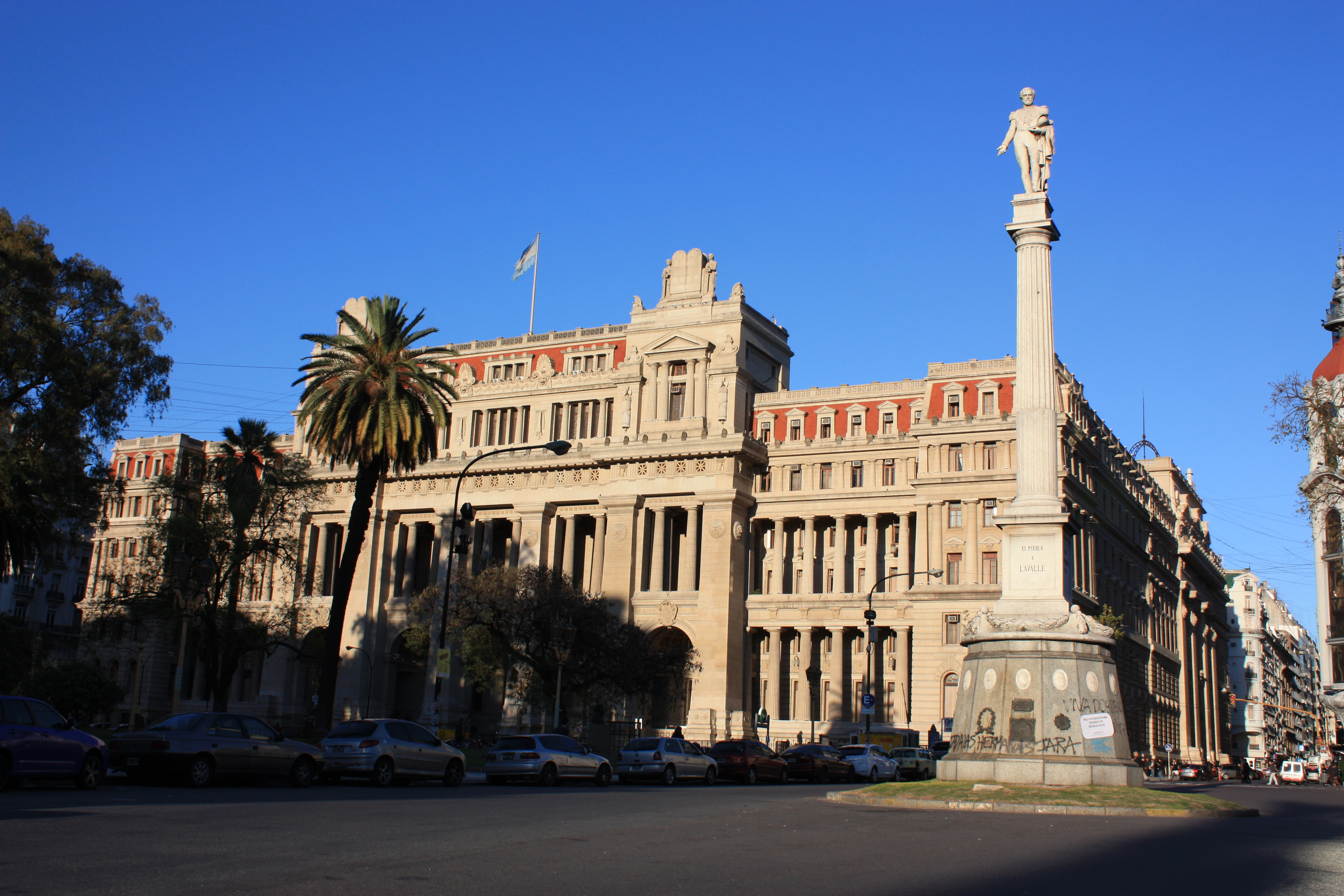
واجهة القصر الأماميّة
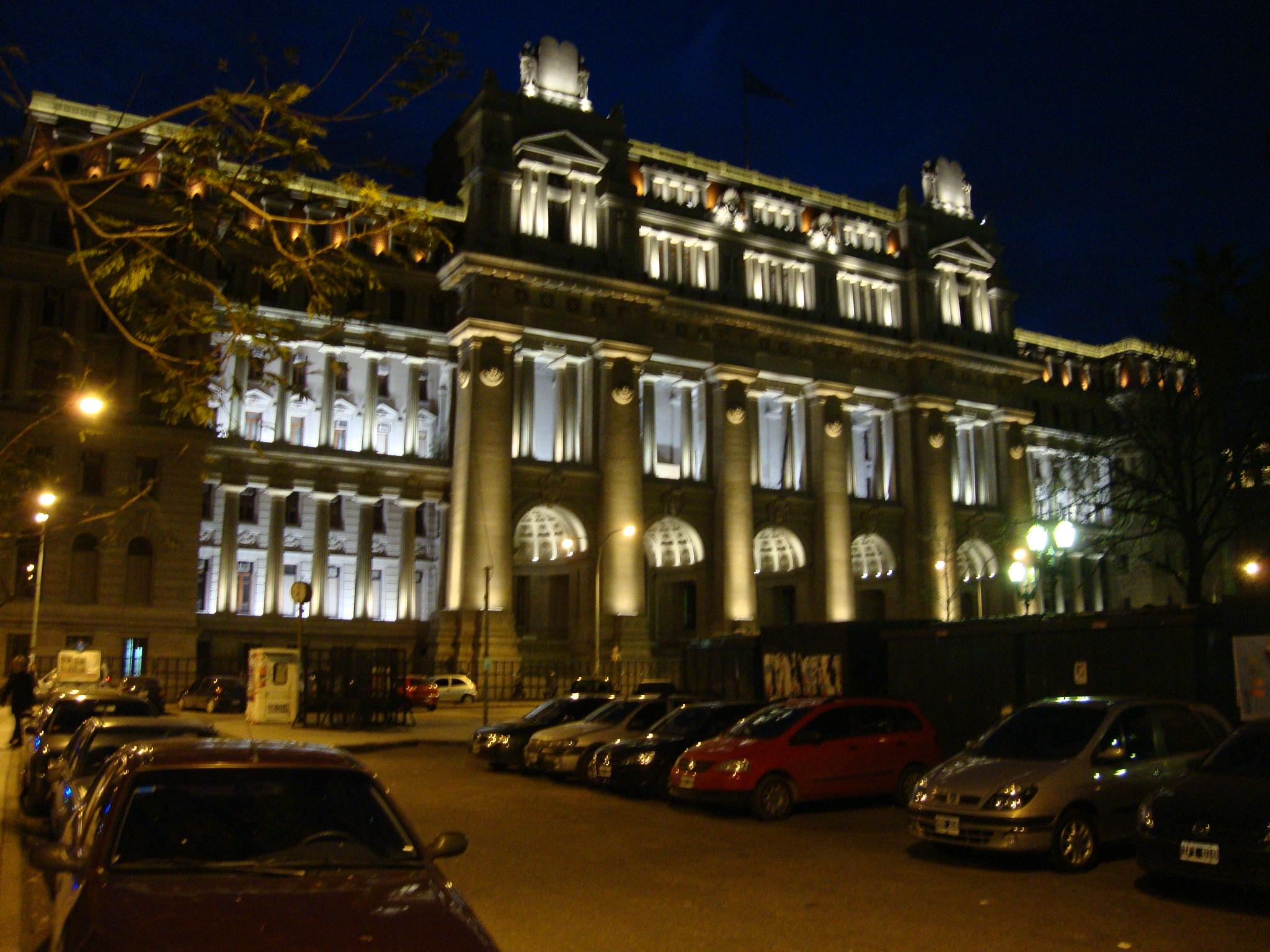
إضاءة القصر ليلاً

## وصلات خارجية
- دليل الزوار على موقع محكمة العدل العُليا للأمّة الأرجنتينّية. (بالإسبانية)
- فيديو عن مبنى قصر العدل من الخارج والداخل.